# サンシチソウ属
サンシチソウ属（サンシチソウぞく、学名：Gynura）は、キク科の属の1つである。学名よりギヌラ属とも呼ばれる。

## 学名の由来
ギリシャ語のgyne（めす）とoura（しっぽ）の合成語、めしべのように見える管状花が長く、しっぽのように見えることから。

## 分布
アジアからアフリカの熱帯または亜熱帯地方に40種ほど分布しているが、東南アジアに多い。日本では、西日本の草地や山地などに、サンシチソウ G. japonica がみられるが、これは種小名に「日本産の」とあるものの、江戸時代に薬草として渡来し、帰化したものである。

## 形態
草丈50〜100cmくらいの常緑または宿根草で、葉は互生し、羽状の切れ込みがある。不揃いな鋸歯のあるものもある。葉・茎は多肉質・多汁質のものが多い。花は夏から秋にかけて茎の先に単生するか、数輪が散形に開花し、色は黄色である。

## 主な種
- ビロードサンシチ（Gynura aurantiaca）
- スイゼンジナ（Gynura bicolor）
- Gynura divaricata
  - タカサゴサンシチソウ（Gynura divaricata subsp. formosana）
- コウトウスイゼンジナ（Gynura elliptica）
- サンシチソウ（Gynura japonica）

## 利用
スイゼンジナ（水前寺菜）は、沖縄県や石川県などで伝統野菜として栽培されている。サンシチソウは、かつては民間薬として使われていた。